# Hiroshi Miyauchi
Hiroshi Miyauchi (宮内 洋, Miyauchi Hiroshi, Choshi, Chiba, 14 de junho de 1945) é um ator, cantor, dublê, coreógrafo e lutador japonês. Ficou muito conhecido em seu país de origem devido às suas atuações em séries do gênero tokusatsu, em que protagonizou e atuou em inúmeras produções.

## Carreira
Interpretou papéis de muito destaque durante sua carreira: em 1973, atuou como o protagonista da série Kamen Rider V3, Shirou Kazami, papel que o lançou ao estrelato. Posteriormente, foi o protagonista Ken Hayakawa/Zubat em Kaiketsu Zubat. Além de atuar "solo" em séries do gênero, apareceu em diversas séries Super Sentai: Akira Shinmei/Aoranger em Himitsu Sentai Goranger, Soukichi Banba/Big One em JAKQ Dengeki Tai e Chefe Naoyuki Miura em Chouriki Sentai Ohranger. Interpretou também o Chefe Masaki, líder das equipes Winspector, Solbrain e apareceu nos episódios finais de Exceedraft. Seu personagem em JAKQ Dengeki Tai, Big One, fez tanto sucesso que Miyauchi reprisou-o no especial Hyakujuu Sentai Gaoranger VS Super Sentai, longa-metragem comemorativo dos 25 anos dos Super Sentai.
Aparece ainda em Kamen Rider The First, remake da produção original de 1971, em uma breve aparição como Toubei Tachibana, o mentor de Takeshi Hongo/Ichigou.
Ainda, Miyauchi emprestará novamente sua voz ao personagem Shiro Kazami/V3 no novo filme da franquia dos Riders, Kamen Rider Decade: All Rider VS Dai Shocker.
Assim como Hiroshi Fujioka, Miyauchi tornou-se uma verdadeira lenda do tokusatsu japonês, considerado pelo público daquele país como um dos mais carismáticos atores de séries live-action.

#### Trabalhos
- 2012: Kaizoku Sentai Gokaiger vs 199 Super Sentai The Movie: Soukichi Banba/Big One
- 2009: Kamen Rider Decade: All Riders vs. Great Shocker: Shirou Kazami/Kamen Rider V3
- 2005: Kamen Rider The First: Tōbei Tachibana ui
- 2001: Hyakujuu Sentai Gaoranger VS Super Sentai: Soukichi Banba/Big One
- 1995: Chouriki Sentai Ohranger: Chefe Naoyuki Miura
- 1992: Tokusou Exceedraft: Chefe Shunsuke Masaki (47-49)
- 1991: Tokkyuu Shirei Solbrain: Chefe Shunsuke Masaki
- 1990: Tokkei Winspector: Chefe Shunsuke Masaki
- 1982: Uchuu Keiji Gavan: Policial do Espaço Alan (30-31)
- 1978: Abarenbo Shogun: Sukehachi
- 1977: JAKQ Dengeki Tai: Soukichi Banba/Big One (23-35)
- 1977: Kaiketsu Zubat: Ken Hayakawa/Zubat
- 1975: Himitsu Sentai Goranger: Akira Shinmei/Ao Ranger
- 1973: Kamen Rider V3: Shirou Kazami/Kamen Rider V3
- 1971: Keiji Kun
- 1967: Key Hunter

## Músicas
- Tatakae! Masked Rider V3 (Kamen Rider V3)
- Futatsu no Horizon (Kaiketsu Zubat)
- Moyase Hitomi wo! Tokkei Winspector